# Oscar för bästa berättelse
Nedan följer en lista över vinnare och nominerade av Oscar i kategorin Bästa berättelse, (Academy Award for Best Story). Den här kategorin var aktiv från den första Oscarsgalan fram till 1957, då den lades ner och blev helt ersatt av kategorin Bästa originalmanus, som introducerades 1940.
Vinnare presenteras överst i fetstil och gul färg, och under följer övriga nominerade för samma år. Året avser när filmerna kom ut, och parentesen vilken Oscarsgala de blev nominerade på.

## 1920-talet
| År                          | Film            | Manusförfattare |
| 1927/1928 (1:a)             |                 |                 |
| --------------------------- | --------------- | --------------- |
| 1927/1928 (1:a)             | Underworld      | Ben Hecht       |
| 1927/1928 (1:a)             | Sista Kommandot | Lajos Bíró      |
| 1928/1929 (2:a)             |                 |                 |
| Inget pris gavs ut detta år |                 |                 |

## 1930-talet
| År                                    | Film                                               | Manusförfattare |
| 1929/1930 (3:e)                       |                                                    |                 |
| ------------------------------------- | -------------------------------------------------- | --------------- |
| 1929/1930 (3:e)                       | Inget pris gavs ut detta år                        |                 |
| 1930/1931 (4:e)                       |                                                    |                 |
| Nattens eskader                       | John Monk Saunders                                 |                 |
| Doorway to Hell                       | Rowland Brown                                      |                 |
| Laughter                              | Harry D'Arrast, Douglas Doty, Donald Ogden Stewart |                 |
| Public Enemy - samhällets fiende nr 1 | John Bright, Kubec Glasmon                         |                 |
| Spelhusets hemlighet                  | Lucien Hubbard, Joseph Jackson                     |                 |
| 1931/1932 (5:e)                       |                                                    |                 |
| En hjälte                             | Frances Marion                                     |                 |
| Hårda viljor                          | Grover Jones, William Slavens McNutt               |                 |
| Barnarovet                            | Lucien Hubbard                                     |                 |
| What Price Hollywood?                 | Adela Rogers St. Johns, Jane Murfin                |                 |
| 1932/1933 (6:e)                       |                                                    |                 |
| Hongkong - San Francisco              | Robert Lord                                        |                 |
| Det segrande könet                    | Frances Marion                                     |                 |
| Rasputin och kejsarinnan              | Charles MacArthur                                  |                 |
| 1934 (7:e)                            |                                                    |                 |
| En Manhattan-melodram                 | Arthur Caesar                                      |                 |
| Hett om öronen                        | Mauri Grashin                                      |                 |
| Den rikaste flickan i världen         | Norman Krasna                                      |                 |
| 1935 (8:e)                            |                                                    |                 |
| Miraklet vid Cherry Street            | Ben Hecht, Charles MacArthur                       |                 |
| Broadways melodi 1936                 | Moss Hart                                          |                 |
| Prinscharmören                        | Stephen Morehouse Avery, Don Hartman               |                 |
| Den stora razzian                     | Gregory Rogers (Darryl F. Zanucks pseudonym)       |                 |
| 1936 (9:e)                            |                                                    |                 |
| Louis Pasteur                         | Pierre Collings, Sheridan Gibney                   |                 |
| Fury                                  | Norman Krasna                                      |                 |
| Den store Ziegfeld                    | William McGuire                                    |                 |
| San Francisco                         | Robert Hopkins                                     |                 |
| Flickorna gör slag i saken            | Adele Comandini                                    |                 |
| 1937 (10:e)                           |                                                    |                 |
| Skandal i Hollywood                   | Robert Carson, William Wellman                     |                 |
| Den svarta ligan                      | Robert Lord                                        |                 |
| In Old Chicago                        | Niven Busch                                        |                 |
| Emile Zolas liv                       | Heinz Herald, Geza Herczeg                         |                 |
| 100 man och en flicka                 | Hans Kraly                                         |                 |
| 1938 (11:e)                           |                                                    |                 |
| Han som tänkte med hjärtat            | Eleanore Griffin, Dore Schary                      |                 |
| Alexanders ragtime band               | Irving Berlin                                      |                 |
| Panik i gangstervärlden               | Rowland Brown                                      |                 |
| Blockad                               | John Howard Lawson                                 |                 |
| Full i 17                             | Marcella Burke, Frederick Kohner                   |                 |
| Hjältar av idag                       | Frank Wead                                         |                 |
| 1939 (12:e)                           |                                                    |                 |
| Mr Smith i Washington                 | Lewis R. Foster                                    |                 |
| Ungkarlsmamman                        | Felix Jackson                                      |                 |
| Det handlar om kärlek...              | Mildred Cram, Leo McCarey                          |                 |
| Ninotchka                             | Melchior Lengyel                                   |                 |
| Folkets hjälte                        | Lamar Trotti                                       |                 |

## 1940-talet
| År                                          | Film                                    | Manusförfattare                            |
| 1940 (13:e)                                 |                                         |                                            |
| ------------------------------------------- | --------------------------------------- | ------------------------------------------ |
| 1940 (13:e)                                 | Vår flygande reporter                   | Benjamin Glazer, John Toldy                |
| 1940 (13:e)                                 | Kamrat X                                | Walter Reisch                              |
| 1940 (13:e)                                 | Edison, uppfinnaren                     | Hugo Butler, Dore Schary                   |
| 1940 (13:e)                                 | Min favorithustru                       | Leo McCarey, Samuel Spewack, Bella Spewack |
| 1940 (13:e)                                 | En västerns riddersman                  | Stuart N. Lake                             |
| 1941 (14:e)                                 |                                         |                                            |
| Min ande på villovägar                      | Harry Segall                            |                                            |
| Jag stannar över natten                     | Thomas Monroe, Billy Wilder             |                                            |
| Kvinnan Eva                                 | Monckton Hoffe                          |                                            |
| Vi behöver varann                           | Richard Connell, Robert Presnell        |                                            |
| Nattexpress                                 | Gordon Wellesley                        |                                            |
| 1942 (15:e)                                 |                                         |                                            |
| 49:de breddgraden                           | Emeric Pressburger                      |                                            |
| Värdshuset Fritiden                         | Irving Berlin                           |                                            |
| Bragdernas man                              | Paul Gallico                            |                                            |
| Han kom om natten                           | Sidney Harmon                           |                                            |
| Yankee Doodle Dandy                         | Robert Buckner                          |                                            |
| 1943 (16:e)                                 |                                         |                                            |
| Vi människor                                | William Saroyan                         |                                            |
| De anföll i gryningen                       | Guy Gilpatric                           |                                            |
| Spionage i Tokyo                            | Steve Fisher                            |                                            |
| Ungkarlsfällan                              | Frank Ross, Robert Russell              |                                            |
| Skuggan av ett tvivel                       | Gordon McDonell                         |                                            |
| 1944 (17:e)                                 |                                         |                                            |
| Vandra min väg                              | Leo McCarey                             |                                            |
| Hjältar dö aldrig                           | David Boehm, Chandler Sprague           |                                            |
| Livbåt                                      | John Steinbeck                          |                                            |
| Ingen skall undkomma                        | Alfred Neumann, Joseph Than             |                                            |
| De tappra Sullivans                         | Edward Doherty, Jules Schermer          |                                            |
| 1945 (18:e)                                 |                                         |                                            |
| Huset vid 92:dra gatan                      | Charles G. Booth                        |                                            |
| Susans kärleksaffärer                       | László Görög, Thomas Monroe             |                                            |
| Intermezzo i Pantera                        | John Steinbeck, Jack Wagner             |                                            |
| Revansch i Burma                            | Alvah Bessie                            |                                            |
| Den stora drömmen                           | Ernst Marischka                         |                                            |
| 1946 (19:e)                                 |                                         |                                            |
| Gryning över London                         | Clemence Dane                           |                                            |
| Den mörka spegeln                           | Vladimir Solomonovich Pozner            |                                            |
| Fallet Martha Ivers                         | John Patrick                            |                                            |
| Främlingen                                  | Victor Trivas                           |                                            |
| Kärlek som aldrig dör                       | Charles Brackett                        |                                            |
| 1947 (20:e)                                 |                                         |                                            |
| Det hände i New York                        | Valentine Davies                        |                                            |
| Näktergalarnas bur (La Cage aux rossignols) | Georges Chaperot, René Wheeler          |                                            |
| Luffar-miljonären på 5:e avenyn             | Herbert Clyde Lewis, Frederick Stephani |                                            |
| Angivaren                                   | Eleazar Lipsky                          |                                            |
| Vinddriven                                  | Frank Cavett, Dorothy Parker            |                                            |
| 1948 (21:a)                                 |                                         |                                            |
| Det dagas                                   | Richard Schweizer, David Wechsler       |                                            |
| Livet i Louisiana                           | Robert J. Flaherty, Frances H. Flaherty |                                            |
| Storstad                                    | Malvin Wald                             |                                            |
| Red River                                   | Borden Chase                            |                                            |
| De röda skorna                              | Emeric Pressburger                      |                                            |
| 1949 (22:e)                                 |                                         |                                            |
| Säg ja till livet                           | Douglas Morrow                          |                                            |
| Nunnan och spelaren                         | Clare Boothe Luce                       |                                            |
| Det händer varje år                         | Valentine Davies, Shirley Smith         |                                            |
| Nationens hjältar                           | Harry Brown                             |                                            |
| Glödhett                                    | Virginia Kellogg                        |                                            |

## 1950-talet
| År                                                | Film | Manusförfattare                   |
| 1950 (23:e)                                       | |                                   |
| ------------------------------------------------- | --- | --------------------------------- |
| 1950 (23:e)                                       | Panik på öppen gata | Edna Anhalt, Edward Anhalt        |
| 1950 (23:e)                                       | Bittert ris | Giuseppe De Santis, Carlo Lizzani |
| 1950 (23:e)                                       | Hämndens timme | William Bowers, André de Toth     |
| 1950 (23:e)                                       | Mördare utan ansikte | Leonard Spigelgass                |
| 1950 (23:e)                                       | Hjälte på villovägar | Sy Gomberg                        |
| 1951 (24:e)                                       | |                                   |
| Ultimatum                                         | James Bernard, Paul Dehn |                                   |
| Blod i sanden                                     | Budd Boetticher, Ray Nazarro |                                   |
| Grodmännen                                        | Oscar Millard |                                   |
| Här kommer brudgummen                             | Liam O'Brien, Robert Riskin |                                   |
| Teresa                                            | Alfred Hayes, Stewart Stern |                                   |
| 1952 (25:e)                                       | |                                   |
| Världens största show                             | Frank Cavett, Fredric M. Frank, Theodore St. John |                                   |
| My Son John                                       | Leo McCarey |                                   |
| Mord på tåg 63                                    | Martin Goldsmith, Jack Leonard |                                   |
| The Pride of St. Louis                            | Guy Trosper |                                   |
| Prickskytten                                      | Edward Anhalt, Edna Anhalt |                                   |
| 1953 (26:e)                                       | |                                   |
| Prinsessa på vift                                 | Dalton Trumbo |                                   |
| Vingarna                                          | Beirne Lay, Jr. |                                   |
| Kaptens paradis                                   | Alec Coppel |                                   |
| Hondo                                             | Louis L'Amour (Notering: Ursprungligen nominerad 15 februari. Den 17 februari ifrågasatte producenten och den nominerade sin inblandning i kategorin, eftersom den var baserad på novellen The Gift of Cochise. Nomineringen drogs emellertid tillbaka och det blev endast fyra nominerade i den här kategorin. Akademien tackade L'Amour och trots incidenten erbjöds han ett medlemskap i akademien)   |                                   |
| Rymlingen                                         | Ray Ashley, Morris Engel, Ruth Orkin |                                   |
| 1954 (27:e)                                       | |                                   |
| Den brutna lansen                                 | Philip Yordan |                                   |
| Kärlek, bröd och fantasi (Pane, amore e fantasia) | Ettore Margadonna |                                   |
| Förbjuden lek (Jeux interdits)                    | François Boyer |                                   |
| Nattmänniskor                                     | Jed Harris |                                   |
| Sex i elden                                       | Lamar Trotti (postum nominering) |                                   |
| 1955 (28:e)                                       | |                                   |
| Dej ska jag ha                                    | Daniel Fuchs |                                   |
| The Private War of Major Benson                   | Joe Connelly, Bob Mosher |                                   |
| Ung rebell                                        | Nicholas Ray |                                   |
| Fåret har 5 fötter (Le Mouton à cinq pattes)      | Jean Marsan, Henri Troyat, Jacques Perret, Henri Verneuil, Raoul Ploquin |                                   |
| Rymden är mitt liv                                | Beirne Lay, Jr. |                                   |
| 1956 (29:e)                                       | |                                   |
| Gitano - den obesegrade                           | Robert Rich (Dalton Trumbo) (Notering: Robert Rich visade sig senare att vara en pseudonym för Trumbo, som var svartlistad under den här tiden. Den 2 maj 1975 tilldelade akademiens överhuvud Walter Mirisch priset till Trumbo) |                                   |
| Musik under stjärnorna                            | Leo Katcher |                                   |
| High Society                                      | Edward Bernds, Elwood Ullman (Notering: Manusförfattarna för den här filmen drog respekfullt tillbaka sina nomineringar, då de var övertygade om att röstarna troligtvis hade misstagit deras film med MGM:s musikal med samma namn, med Bing Crosby, Grace Kelly och Frank Sinatra i rollerna, som baserades på The Philadelphia Story. Den här nomineringen var inte med i den slutgiltiga röstningen) |                                   |
| Den heta staden (Les Orgueilleux)                 | Jean-Paul Sartre |                                   |
| Umberto D.                                        | Cesare Zavattini |                                   |